# 郡元停留場

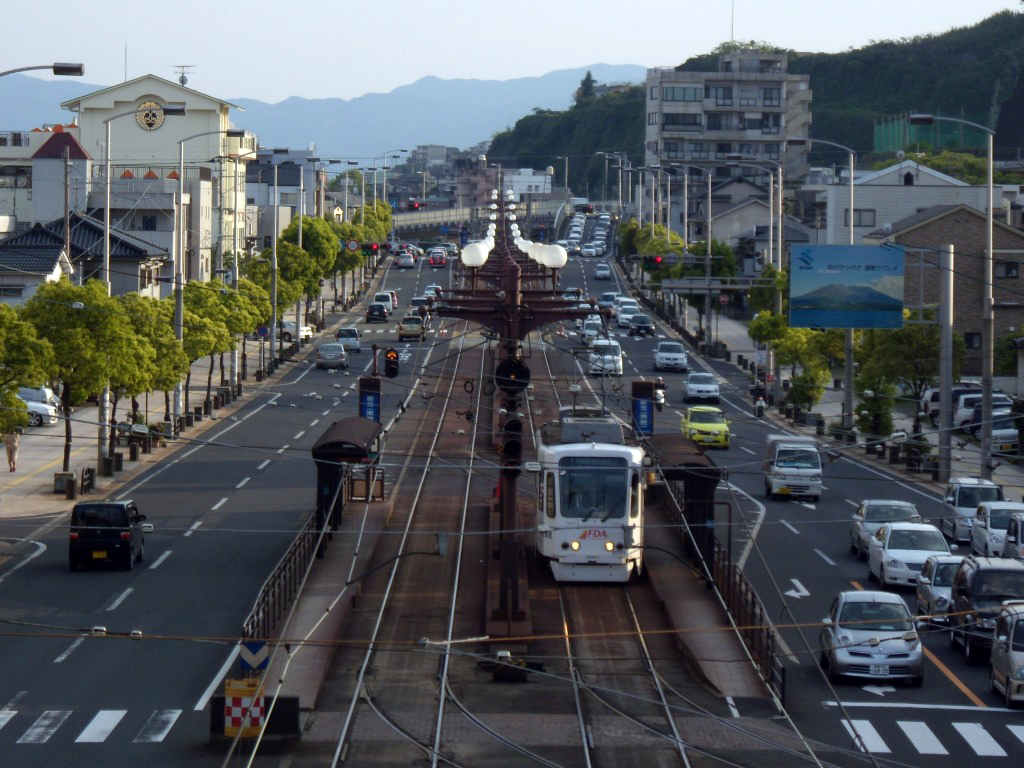
郡元（南側）停留場

構造図

郡元停留場（こおりもとていりゅうじょう）は鹿児島県鹿児島市鴨池一丁目にある鹿児島市電の停留場。
当停留場とは別に鹿児島市郡元二丁目にある郡元（南側）停留場（こおりもと（みなみがわ）ていりゅうじょう）についても当記事にて取り扱う。
市電1系統と市電2系統の乗換駅で、2系統は終点ともなっている。乗換の際、乗客は降車する際に運賃を払い乗換券を受け取ることで、降車後一時間以内に限り、1系統→2系統（乗換券は黄色）中郡 - 加治屋町間、2系統→1系統（乗換券は緑）では甲東中学校前 - 谷山間の任意の停留場まで無料で乗車できる。また、ICカード乗車券およびクレジットカードのタッチ決済での乗車の場合、上記の条件を満たしかつ乗換えが必須となる停留場から乗車した場合に限り自動的に無料となる。
なお、郡元（南側）停留場での乗り換えの場合（市電1系統⇄市電2系統（直通））、乗換券は発券されないが、車内や公式ホームページ上では特にその旨の案内や記載はない。このように、運賃や路線図においては、完全に独立した停留所として扱われている。
指宿枕崎線郡元駅は当停留場ではなく、純心学園前停留場に近い。また、バスの郡元バス停は当電停から400m以上離れた国道225号上にあり、涙橋停留場に近い。

## 歴史

### 年表
- 1959年（昭和34年）12月20日：開業。同時に唐湊線工学部前 - 郡元間が開業し[2]、同線への乗換駅となる。
- 1990年（平成2年）：涙橋架け替え決定の為、当停留場旧ダイエー側 - 涙橋間をセンターポール化計画に追加される。
- 1992年（平成4年）：センターポール化される。

※なお、1959年9月30日まで隣の涙橋停留場が郡元を名乗っていた。

## 2つの乗降場
郡元は2つの乗り場・降り場からなっており、鹿児島市鴨池にある方を郡元、郡元にある方を郡元（南側）と呼ぶことで実質的に「別の停留所」として区別しており、電停ナンバリングも別々に付番されている。なお、鹿児島市交通局のホームページでは、郡元（南側）の停留場を「郡元南」とする表記も見られる。
郡元（南側）⇄中郡の配線は、谷山方面からきた電車を2系統に、もしくは2系統からきた電車を谷山方面に直接誘導する際に使われる（この運行形態は平日の朝夕ラッシュ時、早朝・深夜時間帯の出入庫系統、臨時便、および天文館周辺を封鎖して開催されるおはら祭やおぎおんさぁに伴うラケット型の環状運転の際に適用される）。この渡り線を用いる電車は、郡元停留所を通過し、郡元（南側）に停車する。乗換券は発券されない。
1系統の電車は郡元、ならびに郡元（南側）の2つの停留所に必ず停車する。

## 構造
郡元停留場及び郡元（南側）停留場とも2面2線の相対式ホームになっており、各のりばは電車が通過しない限りいつでも行き来できる。両のりばに電車接近表示機があり、アナウンスが行われる。また、系統によってホームが分かれているのではなく、進行方向によって分かれている。
両駅両のりばとも車椅子の使用は可。但し、電動車椅子はホーム幅が規定に足りないため不可となっている。
郡元停留場の騎射場寄り、南側停留場の谷山寄りにそれぞれ渡り線がある。
当駅付近の道路端に2階建ての信号扱所があるが、分岐器の操作は自動化されているため通常は使用されない。引上線はなく、2系統の電車は本線上にて折り返す

### のりば

#### 郡元停留場
- 1系統－脇田、谷山方面
- 2系統－工学部、神田（交通局前）、鹿児島中央駅、鹿児島駅方面
- 1系統－騎射場、天文館、鹿児島駅方面
- 2系統－終点

#### 郡元（南側）停留場
- 1系統－脇田、谷山方面
- 1系統－騎射場、天文館、鹿児島駅方面
- 早朝・深夜時間帯の出入庫系統―工学部・交通局前方面

## 利用状況
| 1日乗降人員推移 | 1日乗降人員推移 |
| 年度            | 1日平均人数     |
| --------------- | --------------- |
| 2010年          | 5,500           |
| 2011年          | 5,445           |
| 2012年          | 5,491           |
| 2013年          | 5,461           |
| 2014年          | 5,436           |
| 2015年          | 5,742           |

## 周辺
- イオン鹿児島鴨池店（旧ダイエー鹿児島店）（2024年8月31日閉店）

店内に臨時乗車券発売所、RapiCa発行・積増（チャージ）機が設置されていた。
- 鹿児島県庁舎
- 鹿児島市医師会病院
- 鹿児島市中央保険センター

## バス路線
当停留場に最寄のバス停は鴨池バス停である。また中郡バス停も比較的近い（唐湊方向へ150mほど）。バスの郡元バス停は当電停から400m以上離れた国道225号上に位置しているため、むしろ涙橋停留場に近いので注意が必要（前述記載）。
「郡元」を冠する停留場は、JR・市電・バスで全て異なる箇所に設置されている。
鴨池バス停は鹿児島交通が利用可能である。中郡バス停は南国交通が利用可能である。

### 鴨池バス停
| 鴨池バス停（上り） |                          |                        |            |
| 系統番号           | 経由地                   | 行先                   | 運行       |
| 2                  | 騎射場・天文館           | 水族館前               | 鹿児島交通 |
| 2                  | 騎射場・天文館           | 鹿児島駅前             | 鹿児島交通 |
| 4                  | 鹿児島中央駅・天文館     | 鹿児島駅前             | 鹿児島交通 |
| 5                  | 鹿児島中央駅・天文館     | 金生町                 | 鹿児島交通 |
| 6                  | 騎射場・天文館           | 金生町                 | 鹿児島交通 |
| 6-2                | 騎射場・天文館           | 市役所前               | 鹿児島交通 |
| 7                  | 騎射場・天文館           | 金生町                 | 鹿児島交通 |
| 8                  | 騎射場・天文館           | 金生町                 | 鹿児島交通 |
| 9                  | 騎射場・天文館           | 市役所前               | 鹿児島交通 |
| 14                 | 騎射場・天文館           | 金生町                 | 鹿児島交通 |
| 種別               | 経由地                   | 行先                   | 運行       |
| 普通               | 鹿児島中央駅・天文館     | 金生町                 | 鹿児島交通 |
| 普通               | 大門口                   | 金生町                 | 鹿児島交通 |
| 鴨池バス停（下り） |                          |                        |            |
| 系統番号           | 経由地                   | 行先                   | 運行       |
| 2                  | 谷山駅前・坂之上         | 動物園                 | 鹿児島交通 |
| 4                  | 脇田・笹貫               | イオン鹿児島           | 鹿児島交通 |
| 4                  | イオン鹿児島・坂之上     | 慈眼寺団地             | 鹿児島交通 |
| 5                  | 七ツ島                   | 七ツ島1丁目            | 鹿児島交通 |
| 5                  | 谷山港・七ツ島           | 七ツ島1丁目            | 鹿児島交通 |
| 6                  | 恵比須中央・慈眼寺公園前 | 慈眼寺団地             | 鹿児島交通 |
| 6                  | 生協病院前・慈眼寺公園前 | 慈眼寺団地             | 鹿児島交通 |
| 6-2                | 新和田橋・慈眼寺公園前   | 慈眼寺団地             | 鹿児島交通 |
| 7                  | 坂之上・国際大学前       | 慈眼寺団地             | 鹿児島交通 |
| 8                  | 竹ノ迫・自由ヶ丘         | ふれあいスポーツランド | 鹿児島交通 |
| 8                  | 竹ノ迫・自由ヶ丘         | 中山団地中央           | 鹿児島交通 |
| 9                  | 郡元・日之出町           | 紫原                   | 鹿児島交通 |
| 14                 | 郡元・脇田               | 大学病院前             | 鹿児島交通 |
| 種別               | 経由地                   | 行先                   | 運行       |
| 普通               | 谷山駅前                 | 伊作                   | 鹿児島交通 |
| 普通               | 谷山駅前・川辺高校       | 枕崎                   | 鹿児島交通 |
| 普通               | 谷山駅前・平川           | 特攻観音入口           | 鹿児島交通 |
| 普通               | 谷山駅前・平川           | 山川桟橋               | 鹿児島交通 |

### 中郡バス停
| 中郡バス停（上り） |                          |                    |          |
| 系統番号           | 経由地                   | 行先               | 運行     |
| N1                 | 鹿児島中央駅・鹿児島駅前 | 吉田インター前     | 南国交通 |
| N19                | 真砂入口・県庁前         | 鴨池港             | 南国交通 |
| N39                | 真砂入口・県庁前         | 鴨池港             | 南国交通 |
| 中郡バス停（下り） |                          |                    |          |
| 系統番号           | 経由地                   | 行先               | 運行     |
| N14                | 市立病院前・田上         | 西陵7丁目          | 南国交通 |
| N26                | 鹿児島中央駅・中央駅西口 | 武岡ハイランド     | 南国交通 |
| N30                | 鴨池新町                 | 消防訓練センター前 | 南国交通 |
| N39                | 鹿大正門前・高麗橋       | 鹿児島中央駅       | 南国交通 |
| N39                | 鹿大正門前・高麗橋       | 武岡ハイランド     | 南国交通 |

## 隣の停留場
鹿児島市交通局
鹿児島市電1系統
鴨池停留場 - 郡元停留場  - 郡元（南側）停留場 - 涙橋停留場
鹿児島市電2系統
中郡停留場 - 郡元停留場
直通系統
中郡停留場 - 郡元（南側）停留場 - 涙橋停留場